# Компаратор

Компаратор на базі операційного підсилювача

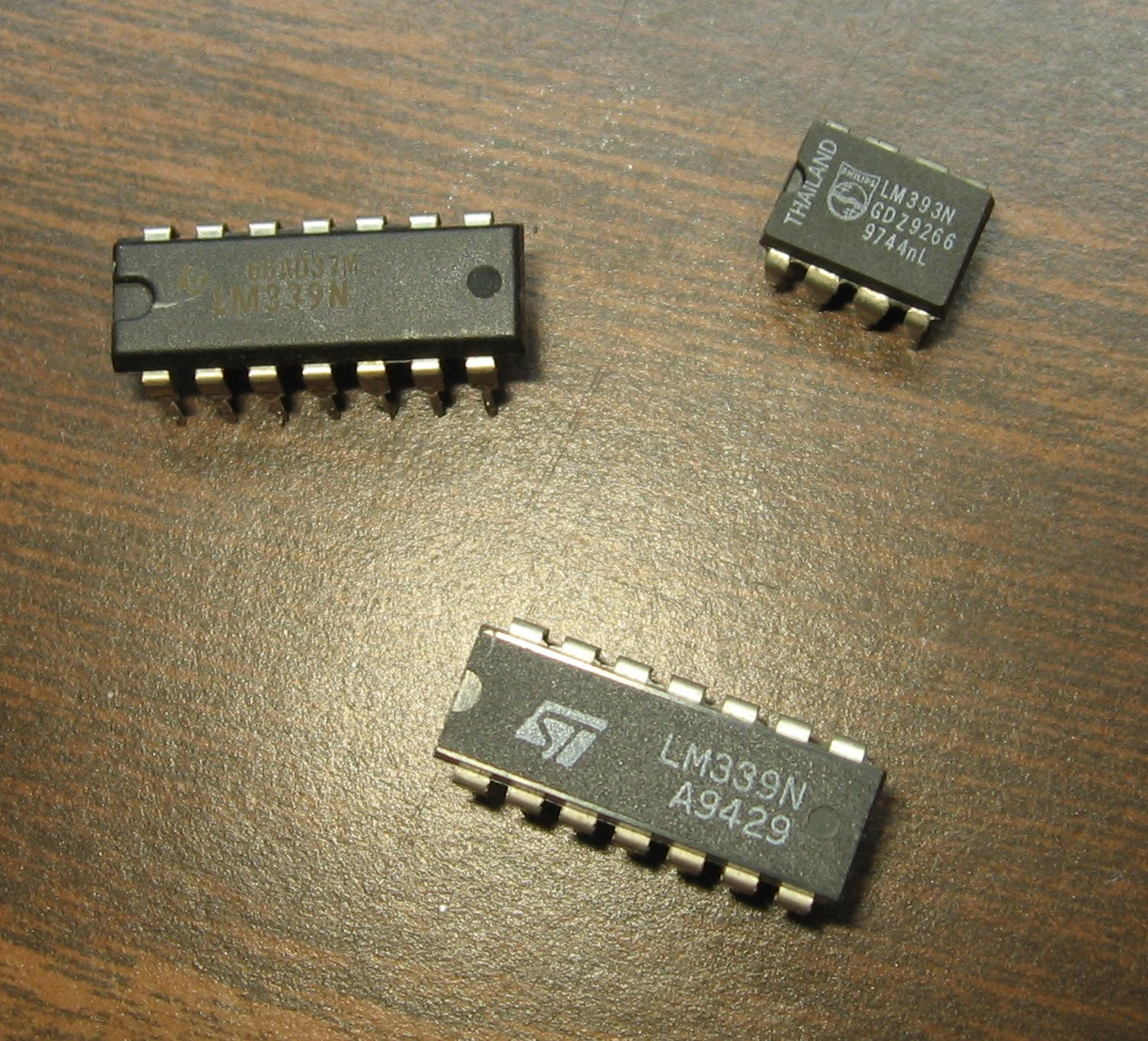
Кілька компараторів напруги, випущені у вигляді мікросхеми

Компаратор (англ. comparator, нім. Komparator m) – це елемент порівняння, який широко використовується в системах контролю та автоматичного керування. Компаратори відносяться до елементів імпульсної техніки.  Компаратор, виконаний на базі операційного підсилювача (ОП), порівнює вимірювану напругу Uвх, яка подається на один із входів (переважно на інвертувальний), із опорною напругою (наперед заданою) Uоп, яка подана на інший вхід. Опорна напруга є незмінною в часі, додатньої чи від'ємної полярності, а вхідна напруга — змінюється. Коли Uвх=Uоп вихідна напруга ОП змінює свій знак на протилежний (з U+вих.макс на U-вих.макс чи навпаки). Тому компаратор має ще назву «нуль-орган», оскільки зміна полярності вихідної напруги (перемикання) відбувається за умови, що uвх- Uоп=0, де Uоп — задана напруга.